# Bataille de Goes
Guerre de Quatre-Vingts Ans
Batailles
- Chronologie de la guerre de Quatre-Vingts Ans
- Valenciennes
- Austruweel
- Rheindalen
- Heiligerlee
- Jemmingen
- Jodoigne
- Brielle
- 1er Flessingue
- Malines
- Goes
- Mons
- Haarlem
- 2e Flessingue
- Borsele
- Zuiderzee
- Alkmaar
- Leyde
- Reimerswaal
- Mook
- Lillo
- Zierikzee
- 1er Anvers
- 1er Bréda
- Gembloux
- Rijmenam
- 1er Deventer
- Maastricht
- 2e Bréda
- Açores
- 2e Anvers
- 3e Anvers
- Boksum
- Zutphen
- 1er Berg-op-Zoom
- Gravelines
- 3e Bréda
- 2e Deventer
- Groningue
- Huy
- 1er Groenlo1
- 2e Groenlo
- Turnhout
- Nieuport
- Ostende
- L'Écluse
- 3e Groenlo
- Saint-Vincent
- Gibraltar
- Saint-Vincent (1621)
- 2e Berg-op-Zoom
- 4e Bréda
- 4e Groenlo
- Matanzas
- Bois-le-Duc
- Abrolhos
- Slaak
- Maastricht
- 5e Bréda
- Cabañas
- Calloo
- Les Downs
- Saint-Vincent (1641)
- Hulst
- Cavite

La bataille de Goes est un épisode de la guerre de Quatre-Vingts Ans. En août 1572, la cité espagnole de Goes, dans les Pays-Bas, est soumise à un siège de la part des forces hollandaises avec l'appui de troupes anglaises, ce qui représentait une menace pour la sécurité de la cité voisine de Middelbourg, également assiégée.
Devant l'impossibilité de secourir Goes par mer, 3 000 soldats des tercios espagnols sous le commandement de Cristóbal de Mondragón traversèrent à gué le fleuve Escaut à son embouchure, parcourant durant la nuit 15 kilomètres avec de l'eau à la hauteur de la poitrine.
L'arrivée par surprise des tercios a provoqué le retrait des troupes anglo-hollandaises de Goes, permettant aux Espagnols de maintenir le contrôle de Middelbourg, capitale de Walcheren.

## Contexte
Vers 1566 ont éclaté aux Pays-Bas, à cette époque appartenant à l'Empire espagnol, une série de révoltes contre les autorités espagnoles, provoquées principalement par les tracasseries religieuses et fiscales imposées à la population hollandaise par les Espagnols. En 1567–1568, le conflit s'est amplifié, débouchant sur la guerre de Quatre-Vingts Ans ou guerre des Flandres.
En avril 1572, les Gueux de la mer, rebelles hollandais soulevés contre l'Espagne, prirent Brielle, première cité conquise au cours de la guerre. D'autres cités de la province de Zélande s'unirent aux rebelles, et au milieu de 1572, seules restaient sous contrôle espagnol Middelbourg et Arnemuiden dans l'île de Walcheren, et Goes (aussi appelée Tergoes) dans l'île de Zuid-Beveland. Toutes ces villes étaient soit en état de siège soit menacées par les forces hollandaises sous la direction du Stathouder Guillaume d'Orange, avec l'appui de troupes anglaises envoyées par Élisabeth Ire.

## Siège de Goes
Jerome de Tseraarts, gouverneur de Flessingue commandant las forces hollandaises dans l'île de Walcheren, avait essayé peu avant d'assiéger Goes, mais avait été repoussé par la garnison de la cité commandée par Isidro Pacheco. Le 26 août 1572, à la tête de 7 000 soldats, parmi lesquels il y avait 1 500 Anglais commandés par Thomas Morgan et Humphrey Gilbert, et une flotte de 40 navires, Tseraarts revint assiéger la cité. La garnison espagnole de Goes, très inférieure en nombre, ne pouvait résister au siège très longtemps sans recevoir des renforts.

## Secours de Goes

### Planification
Le fleuve Escaut, avant son embouchure dans la mer du Nord, se divise en deux bras qui prennent des directions différentes : le Oosterschelde allait vers le nord ; le Westerschelde courait vers l'ouest. Entre ces deux bras se situaient les îles de Walcheren et Zuid-Beveland, au nord de laquelle se trouvait Goes. À cause de la faible pente du lit de l'Escaut, la zone comprise entre Zuid-Beveland et le Brabant était une plaine toujours noyée et soumise aux marées de la mer du Nord et aux courants de la rivière. Quand la marée baissait, la rivière avait entre 1  et   1,5 mètre de profondeur ; quand la marée montait, la profondeur moyenne pouvait atteindre 3 mètres.
Le capitaine Plumart, Zélandais au service des Espagnols, accompagné par deux habitants connaissant le terrain, étudia la possibilité de faire traverser par les troupes espagnoles le Oosterschelde, en profitant des heures de la marée basse.

### Traversée de l'Escaut
Le plan de Plumart a été présenté à Sancho d'Avila et à Cristóbal de Mondragón, qui l'acceptèrent comme possible, et pour sa mise en œuvre, Mondragón réunit à Woensdrecht (dans le voisinage de Bergen op Zoom) une force de 3 000 hommes armés de piques, espagnols, wallons et allemands des tercios.
La nuit du 20 octobre, Mondragón et ses hommes, précédés par Plumart et ses guides, s'engagèrent dans le fleuve, chacun d'eux muni d'un sac avec de la poudre et des provisions qu'ils devaient attacher au-dessus de la tête ou à la pointe des piques durant toute la traversée. Durant la nuit, ils parcoururent les 15 km qui les séparaient de la rive opposée, avec de l'eau à la hauteur de la poitrine, s'embourbant dans le fond vaseux, affrontant la houle et les courants de l'embouchure de la rivière et inquiets de la montée imminente de la marée.

### Attaque des tercios
Peu avant l'aube, ils atteignirent la rive de Zuid-Beveland à la hauteur de Yerseke, à environ 20 km de Goes, en ayant perdu seulement 9 hommesnoyés lors la traversée de la rivière (un nombre très faible de pertes comparé au danger de l'entreprise), et avancèrent en direction de leur objectif. Les troupes anglo-hollandaises qui assiégeaient Goes, furent surprises par l'arrivée inespérée des tercios, qu'ils pensaient voir arriver par un des ports de l'île. Elles abandonnèrent le siège et se replièrent précipitamment vers leurs navires, poursuivies par les soldats de Mondragón, qui toutefois atteignirent leur arrière-garde, tuant plus de 800 hommes.

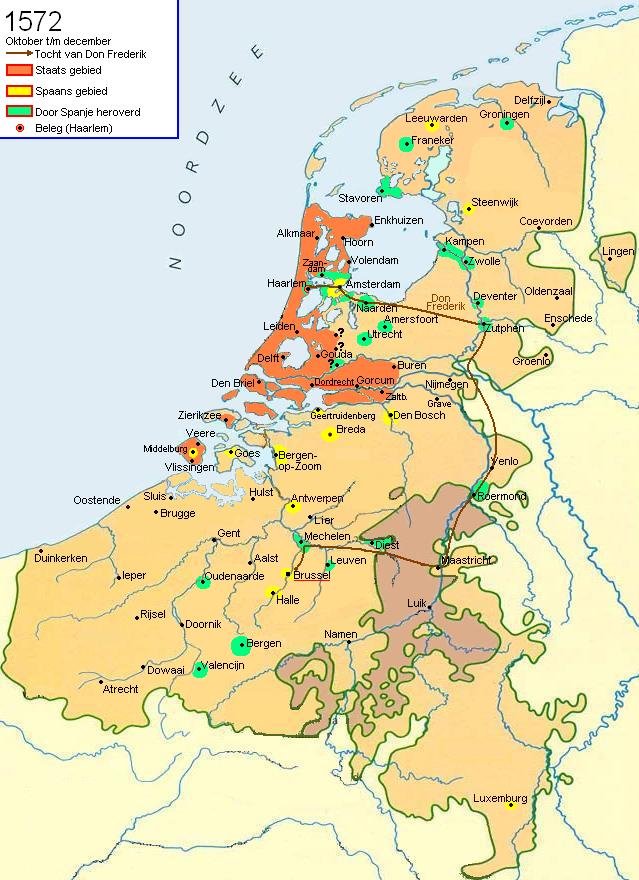
Les Pays-Bas à la fin de 1572.

## Conséquences
Le retrait anglo-hollandais de Goes a permis aux troupes espagnoles de soulager temporairement le siège subi par Middelburg, capitale de la Zélande; la cité résistera jusqu'à sa reddition en février 1574.
À la fin de 1572, Goes, Arnemuiden, Middelburg et Rammekens étaient toujours contrôlées par les espagnols. L'île de Schouwen, y compris Zierikzee, restèrent aux mains des forces hollandaises.

### Sources et bibliographie
- (es) Cet article est partiellement ou en totalité issu de l’article de Wikipédia en espagnol intitulé « Socorro de Goes » (voir la liste des auteurs).